# 石川力山
石川 力山（いしかわ りきざん、1943年11月4日-1997年8月4日）は、日本の仏教学者、曹洞宗僧侶。
宮城県加美郡中新田町（現、加美町）生まれ。加美町立中新田中学校、宮城県古川高等学校卒業。1974年駒澤大学大学院仏教学専攻博士課程満期退学。1981年駒澤大学専任講師。1982年日本印度学仏教学会賞受賞。1991年駒澤大学仏教学部教授。1997年、在任中に急逝。享年53歳。

## 著書
- 『禅宗相伝資料の研究』上下、法藏館 2001

### 共編著
- 『日本名僧論集 第8巻　道元』河村孝道共編 吉川弘文館 1983
- 『日本仏教宗史論集 第8巻　道元禅師と曹洞宗』河村孝道共編　吉川弘文館 1985
- 『道元思想大系 21 思想篇 第15巻 道元思想の現代的課題』熊本英人共責任編集　同朋舎出版 1995
- 『道元思想大系 20 思想篇 第14巻 道元の人間観』責任編集　同朋舎出版 1995
- 『叢書禅と日本文化 禅とその歴史』廣瀬良弘共編 ぺりかん社 1999
- 『禅宗小事典』編著 法藏館 1999

### 訳注
- 洪自誠『菜根譚』中村璋八共訳注 講談社学術文庫 1986

### 論文
- CiNii>石川力山
- INBUDS>石川力山

## 注
1. 1 2 3 4 5  “石川 力山”. pub.hozokan.co.jp.  法藏館. 2022年6月1日閲覧。
2. ↑  「駒沢大学元教授故石川力山先生略歴及び業績 (石川力山教授追悼号)」『駒沢大学仏教学部論集』1998-10